# Dan Ward-Smith
Pour les articles homonymes, voir Ward et Smith.

a Compétitions nationales et continentales officielles uniquement.

Dernière mise à jour le 22/02/2017.
Daniel (Dan) Ward-Smith, né le 2 janvier 1978 à Palmerston North (Nouvelle-Zélande), est un joueur de rugby à XV, évoluant au poste de troisième ligne centre. Entre 2005 et 2010, il est plusieurs fois retenu dans des groupes élargis pour évoluer avec l'équipe d'Angleterre, mais n'obtient jamais sa première cape internationale. 

## Carrière
Les bons résultats de Bristol et son bon comportement lui valent d'être sélectionné dans le groupe de joueurs retenus avec l'équipe d'Angleterre pour le tournoi des six nations 2007, mais il ne dispute aucun match. Retenu dans le groupe élargi pour préparer la coupe du monde 2007, il se disloque la rotule d'un genou. Il se fracture le poignet l'année suivante alors qu'il est retenu pour le tournoi des six nations 2008. Il n'obtiendra jamais de première cape internationale.
- 1999 : Manawatu
- 2000-2005 : Plymouth Albion
- 2005-2009 : Bristol Rugby
- 2009-2011 : London Wasps

## Palmarès
- 0 sélection avec l'équipe d'Angleterre
- Sélections par année : 0
- Tournoi des Six Nations disputé : aucun.